# メダロット5 すすたけ村の転校生
『メダロット5 すすたけ村の転校生』は、2001年12月14日に発売された販売・イマジニア、開発・ナツメによるRPG。続編『メダロットG』についても本項で記述する。

## メダロット5
世界観は共有しているが、冒頭でいきなり『1』の主人公・ヒカルが登場するなどした『2』とは異なり、前作との関わりは全体的に薄い。本作では、メダロット（メダル）の会話が多く用意されている。
キャラクターデザインはほるまりん、TAGRO。BGMは山下絹代。
プレイするハード（GBCかGBA）により、イベントが追加されたり、異なるパーツを入手することができる。今作ではヒロイン候補が4人おり、主人公の選択肢によりヒロインが決まる。
舞台が田舎の村である「すすたけ村」となったことで、1から4までの都市的・近未来的な雰囲気とは異なるノスタルジックな雰囲気が特徴。メダロットとの共生、環境（ゴミ廃棄、発売当時挙げられていたブラックバス問題など)についても描かれておりBGMもほぼ一新された。
登場するメダロットは全て新規のもの。メダロット（パーツ）の特徴として、メダルとモチーフの対応するメダロットが必ず存在する。メダルの分岐進化によるメダルの種類の増加から、過去作品と比べてメダルの数も増加。
メダリンクで賞品が受け取れなくなるバグや、入手不可能なメダルやパーツ、進入不可能のフィールド等、開発途中で発売されたかのような未完成な部分が多い。

### システムの変更点
下記の通り、通常戦闘以外の特殊技などに依存していたシステムを見直し、同時に新たなシステムも導入されている。
- メダチェンジシステムの廃止
- メダスキル（メダフォースから一新）
  - メダフォースに代わる新たなシステムとして、「メダスキル」が設定された。ゲージを消費するという点は変わらないが、1回のロボトルにつき、1種類のメダスキルは1度だけしか発動出来なくなった（よってメダロット1体に付き最大3回まで種類の違うメダスキルを発動可能）。ただし、どのメダルにもレベルに関係なく1つはメダスキルを覚えており、メダルが進化することで新たに1つ覚える（メダルの進化は下記の通り分岐し、覚えるものも変化する）。
- リーダースキルの追加
  - ロボトルで計100回リーダーにしたメダルが習得できるスキル。リーダースキルを取得したメダルがリーダーの場合、ロボトル開始時にメダル固有の効果が発動する。その効果はチーム全体に作用し、ロボトル中永続し続ける。
- メダコンボの導入（コンボボーナス追加）
  - 脚部を除く全ての行動パーツに、グー・チョキ・パーのじゃんけんマークがついている。画面上部にはメダコンボ用の表示エリアがあり、左右には双方のチームのコンボ表示数と保持しているじゃんけんマークのエリア、そして中央には中立のチャンスエリアの3つに分かれている。チャンスエリアの最初のマークは、戦闘が始まるときにランダムに決定される。
  - メダロットの行動が終了した後に、パーツに設定されているじゃんけんマークとメダコンボ表示部分に表示されているじゃんけんマークを合わせて、じゃんけんに勝つ（条件によってはあいこも可）ことで、勝ったチームのじゃんけんマークがチームのエリアに移動し、じゃんけんを行ったチーム側のコンボ数が1つ増える。
  - あいこが続いた場合やじゃんけんに負けると、コンボ数は強制的に0になる。あいこが続いた場合は、じゃんけんマークが中央のチャンスエリアに移る。
  - コンボ数が1つ以上の場合、チームのメダロットが行動するラインに到達した時点で、ランダムで追加ボーナスを発動する。コンボ数が多ければ多いほど、ボーナスの種類が増えたり、効果が強くなっていく。
- メダル進化の分岐点の追加
  - 従来シリーズでは単に絵柄が変わるだけだったが、今作ではメダルのレベルアップにより新たなメダルへ変化するようになった。変化は二択で、覚えるメダスキルや熟練度が異なる。
- 熟練度が『2』以前のものに変更、メダリア廃止
- バトルフィールドを『2』以前の旧来のものに変更、地形効果廃止
- ロボトルクッキー
  - 従来のロボロボメダルに変わるロボトル回避アイテム。エンカウント時の画面の点滅の最中にボタンを押すことで、ロボトルを回避することができるように変更された。点滅のタイミングに合わせてボタンを押すとクッキーを消費せずに済むようになっている。

## メダロットG
2002年7月19日に発売された。2Dアクション方式のバトルシステムを採用している作品。シリーズを見ても独特の方式であり、メダロットは2体しか所持できず、また登場するメダロットの数も従来に比べ少ない。
『5』と繋がりのあるシナリオだが、明確なストーリーはないと言える。クリア後には中学生になったイッキやコウジといったおなじみのキャラクターたちとの戦いも可能。ただし、その使用メダロットは『2』で使用していたもの。『G』のシステムが、もともと海外で発売されたアニメ版準拠の物の流用だったためで、メインキャラクター以外のキャラが使用するメダロットがほぼすべて『2』以前の物であるのもそのためである。
漫画版は、漫画版『5』で描ききれなかった展開が引き継がれ、メダロットと人間の関係に関わる濃密なストーリーが繰り広げられる。タイトルにも「メダロット5のつづき」と冠されている。
他国ではMedabots AX: Metabee Version、Medabots AX: Rokusho Versionとして発売している。販売元はen:Natsumeで、発売日は2002年6月27日 情報源。つまり、アメリカの方が早く発売していたことになる。なお、海外版と日本版では主人公、マップ、ストーリーが違うが戦闘等の基本システムは同じ。

## 登場キャラクター
テンサン コイシマル
声 - 石川静 (5)
主人公。母のマユと彼が家で二人でいるのがほとんど。父は古生物学者だが、話を聞いている限り厳密には恐竜学者。
転校当初はイッキの故郷であるおみくじ町から転校してきた強いメダロッターであると他の生徒たちに勘違いされていた。ヤマトに代わりメダロット部の部長を務めることになり、廃部の危機にあるメダロット部の部員集めをすることになる。
ロボトルは完全に初心者だったが、メダロットに対する想いは強く、徐々に高い実力をつけていくことになる。『メダロット5』で最初に入手する機体はカブトverではクロトジル、クワガタverではシンザン。『メダロットG』で最初に入手する機体はカブトverではデコトム、クワガタverではアドルフィン。
オオムラ サキ
声 - 石川静 (5)
すすたけ村に母のユミと住む女の子で弓道部の部長を務めており、自宅も弓道場である。ロボトルの実力は校内でも屈指のものだが、負けず嫌いな性格で、ロボトル初心者のコイシマルに負けたときにはまぐれ勝ちの一点張りであった。体育倉庫をかけてのロボトルでコイシマルに負け、メダロット部に入部する。ゲーム中で彼女との友情値が高いとデートイベント（ロボトル後に一緒に行動しその間チームロボトルが出来る）が発生する。
使用するメダロットはジャンガリアンとピッコリー。
シジミ ヤマト
声 - 村井かずさ (5)
すすたけ村の村はずれにある神社の男の子。ヒコオと一緒にメダロット部を設立し、ヒコオが転校してからも部長を務めていたが、ロボトルの腕の低さが祟り部員が次々と退部、一人だけになってしまう。引っ越してきたコイシマルに半強制的に部長を押し付け、一緒に部員集めに奔走する。臆病で泣き虫だが、その一方でだいぶ図々しい行動にでることもある。
使用するメダロットはハシムコウ、ジャングルギボン、シーカミング。
タマヤス ヒコオ
声 - 伊藤健太郎 (5)
すすたけ村村長の息子。ロボトルの腕は高くヤマトと一緒にすすたけ小学校にメダロット部を設立するが、エリート校であるせいどう学院に転校することになる。ロボトルの実力は高く、序盤では実質3対1のチームロボトルで主人公達を圧倒するほど。『メダロット5』でのパートナーはカブトverではシンザン、クワガタverではクロトジル。『メダロットG』でのパートナーはカブトverではアドルフィン、クワガタverではデコトム。
パートナーのメダルは実はレアメダルであり、黒マントの一味に狙われている。
ヒョウモン アサヒ
声 - 伊藤健太郎 (5)
すすたけ村商店街の魚屋の息子。いつもオサムと一緒に行動している悪ガキでガキ大将。ガキ大将らしく、乱暴ではあるが、自分で取り決めた約束は守るさっぱりとした性格をしている。ヤマト曰く、ロボトルの実力は校内トップ。最初はコイシマルを認めていなかったが滝壺の一件で彼を認めメダロット部に入部する。カオルに惚れているが当人はコイシマル一筋であるためまったく相手にされていない。
使用するメダロットはヒーラヌーラとシティラッシャー。
サメハダ オサム
声 - 山岸功 (5)
アサヒといつも一緒に行動している悪ガキ。当初はアサヒがコイシマルを認めたことに反発していた。ゲーム中ではかなりの強敵。
愛機はヴェイグマンとスノーフェンリル。
タテハ コノハ
声 - 村井かずさ (5)
すすたけ村小学校の図書委員で、アサヒとオサムのおさななじみ。基本的におとなしい性格だが、たまに棘のある発言をする。自宅はすすたけ商店街の喫茶店。図書室のおばけ騒動を解決したお礼にメダロット部に入部する。彼女もゲーム中で友情値が高いと（一緒に散歩するという名目で）デートイベントが発生する。
使用するメダロットはチャッキー、ピンクラビー、スモールチドリ―。
シジミ ベニ
ヤマトの妹。コイシマルのことを慕っている。条件を満たすと彼女ともデートイベントが発生する（一緒に遊ぶという名目だが）。
使用するメダロットはサニヅラウとメダシェンマオ。
ツユクサ カオル
すすたけレイクのボート屋の娘。ロボトルの腕を買われせいどう学院に通っていたが、コイシマルとの出会いで青銅学院の方針に疑問を抱き、もといたすすたけレイク分校に転校する。登場直後は他を寄せ付けないきつい性格であったが、転校してからはまったく逆の明るい性格になり（髪型、服装も明るいものに変わる）、さらにコイシマルに恋心を抱いて積極的に行動するようになる。GBAでプレイすると彼女とのイベントが追加される選択肢が発生し、エンディング後にデートイベントが発生するようになる。
使用するメダロットはガイラインとデンキャット。
パートナーであるガイラインのメダルはレアメダルで、ヒコオのパートナーと同じく狙われていた。
ニノ ツグオ
ニュータウン分校の少年。何をやっても二番手というコンプレックスを持っている。一時はロボトルで一番になっていたが、ヒコオが転校してきたことにより再び二番手になってしまい、それに悩んでいたところを黒マントに利用されてしまう。
愛機はモーリシャス。
グレーテル
温泉街で出会うオーストリアのメダロッターで、ヘンゼルの双子の姉。強気な性格だが、それ故に早とちりすることもある。
愛機はキミシャドー。
ヘンゼル
温泉街で出会うオーストリアのメダロッターで、グレーテルの双子の弟。気弱な性格だが、オーストリアでベスト10に数えられるほどの強豪メダロッター。
愛機はダイアンサス。
タマヤス デンスケ
すすたけ村の村長で、村おこしのためにと様々な企画を打ち出すが上手く行くことはあまり無い。
ゲーム版ではヒコオを溺愛するあまり代表選抜の大会ではヒコオがコイシマルに負けた際にはルールを曲げて再戦を設定したりとあまりいいイメージが無いが、漫画版では「もしヒコオが負けたら」というミヤマ先生の問に「村おこしのためガマンする」と答えるなど、村おこしに固くこだわる姿勢が強く描写され、コイシマル達に対してもアラクネに破壊されたメダロット達をポケットマネーで修復してくれるなど極めて好意的に接している。
背が低く、太っている上にはげ頭と、お世辞にも格好いいとは言えないルックスだが、センティピーという美人の外国人妻がいる。
本人のロボトルの腕はかなりのもの。バージョン共通の使用メダロットはロッキンカーン。
ソリフギ カゲオ
すすたけ村の副村長。基本的に小物で、村長のデンスケにこき使われており、貧乏くじを引くことが多い。副村長という偉い役職に就いているわりに、小さなアパートで妻と生活している。密かに村長の座を狙っている。
愛機はマガストロン。
アラクネ イト
村長秘書であり、村の各地でおばけメダロットを使って悪事を働いていた黒マントの正体。村長に対してあえて成功しそうにない村おこしの企画を持ちかけるなど村長の評判を貶めようと暗躍もしていた。それらの行為の目的は村長を村から追い出して村長宅を買い取り、地下にある「宝」を手に入れること。
真の目的はいずれ寿命により起こるであろう愛機との別れを回避するために「人工的なメダルの完成」と「自身の人格を人工メダルに移植し、永遠の命を得る事」を望んでいる。しかし、全人格をコピーを可能にする核となり得る物質を探し得る事が出来ず、タマヤス邸地下に眠るフユーストーンを核の素材にするために一連の事件を引き起こした。
最期はコイシマルの言葉に心を動かされ、自らの過ちを悟り自らセレクト防衛隊に自首。その際にヒコオにパートナーのメダルを返却するが、その代わりに入っていた自身の分身の一つであるメダロットとは和解・友人になった事を教えられ、いつまでも仲良くして欲しいと告げて去っていった。
漫画版では30歳。目的は本編と同様だが、マザーメダロットの力を使い、自らの人格をコピーしたメダロットを作り、ハードネステンの為に残す事を目論んで事件を引き起こした。しかし、最終的に目的が叶う直前に地下遺跡の天井の一部が崩落し、ハードネステンが彼女を庇って直撃・大破してしまう（メダルが破壊されてしまったのかに関しては言及はないため不明）。絶望のままに「これで最後だ、じゃあね」と宣言し、姿を消す。イトとハードネステンの付き合いはかなり長い様で、漫画版では彼女から「イトちゃん」という愛称で呼ばれている。
使用するメダロットはハードネステン、ヒットセラー、ホーンドフロギー。
アキ アカネ
コイシマルのクラスの担任。成り行きでメダロット部の顧問になる。
割と適当で気楽な性格だが教師らしいところもある。ウスモンに好意を抱かれているが本人は全く気付いていない。
愛機はマクラリウス。
ミヤマ グンバイ
すすたけ小の非常勤教師で、アカネ先生が顧問になるまでは顧問の代わりをしていた。
勤務中でもしょっちゅう酔っ払っており、部室のマットで寝てしまっていることが多い。
愛機はエリオプス。
ウスモン ハマキ
弓道部の顧問をしている体育教師で、丈夫な体を持つ。牛丼一年分という報酬に釣られて、黒マントの手伝いをさせられていた。
バージョン共通のメダロットはエルヘッド。
ハンミョウジ ミチオ
「愛と正義のタクシー運転手」を自称するタクシー運転手で、転校初日に遅刻しそうになったところを学校に送り届けた縁でコイシマルと知り合いになる。熱くなりやすい性格で早とちりや勘違いが多い。もとは研究所で働いていたことがシゲユキから聞ける。
愛機はロードロード。
シゲユキ
メダロット研究所の研究員。コイシマルとはミチオを通して知り合い、以降は何かとコイシマルをサポートしてくれているが、意地悪な発言や行動も多い。
愛機はサイゴブ。
レボレボ団
『メダロットG』から登場した謎の集団。構成員は、アキアカネ（レボレボピンク）、ミヤマグンバイ（レボレボグレー）、ウスモンハマキ（レボレボブルー）、ハンミョウジミチオ（レボレボグリーン）、シゲユキ（レボレボホワイト）の5人。
「アラクネイトが使っていたメダロット、『ハードネステン』を持つにふさわしい人物を探すため」結成された。
名前こそ似ているものの、「ロボロボ団」とは何の関係もない。
ミスターカバシラ
声 - 伊藤健太郎 (5、G)
『5』『G』におけるロボトルの審判。まだ新人らしい。
アラクネ ヤクモ
せいどう学院の経営者であるイトの姉。名前の由来は姉妹でarachnidと蜘蛛。金銭というよりは自分の欲を重んじ、メダロット嫌い。
マリンブルー建設の経営しており、イトが行っている研究に多額の出資をしているが、膨大な研究費を賄えないため、イトにコピーメダルとパーツの密売を行わせている。また、イトの研究内容も全て把握しており、メダルに人格を移すことで永遠の命を手にする事を望んでいる。そのためにレアメダルであるヒコオのパートナーとカオルのガイラインのメダル強奪を企てているが、失敗する。
少女期から欲望に忠実な性格で、イト曰く子供の頃にパートナーだったメダロットを「魅惑の変身セット」なるものを購入する資金にするため、売却した事がある。そのため、イトからは内心毛嫌いされている。
最終的にイトが自首してもヤクモの犯罪行為が表に出る事はなかったが、傲慢な人柄は相変わらずでセレクト隊から預けられたハードネステンのパーツに八つ当たりの暴行を働いている。
愛機はイナオセン。
タクミ
メダロット研究所研究員。メダルのコアと「スズメ」のメダルのかけら6つを修復してくれる。名前は明記されない。